# Emmanuel Collard

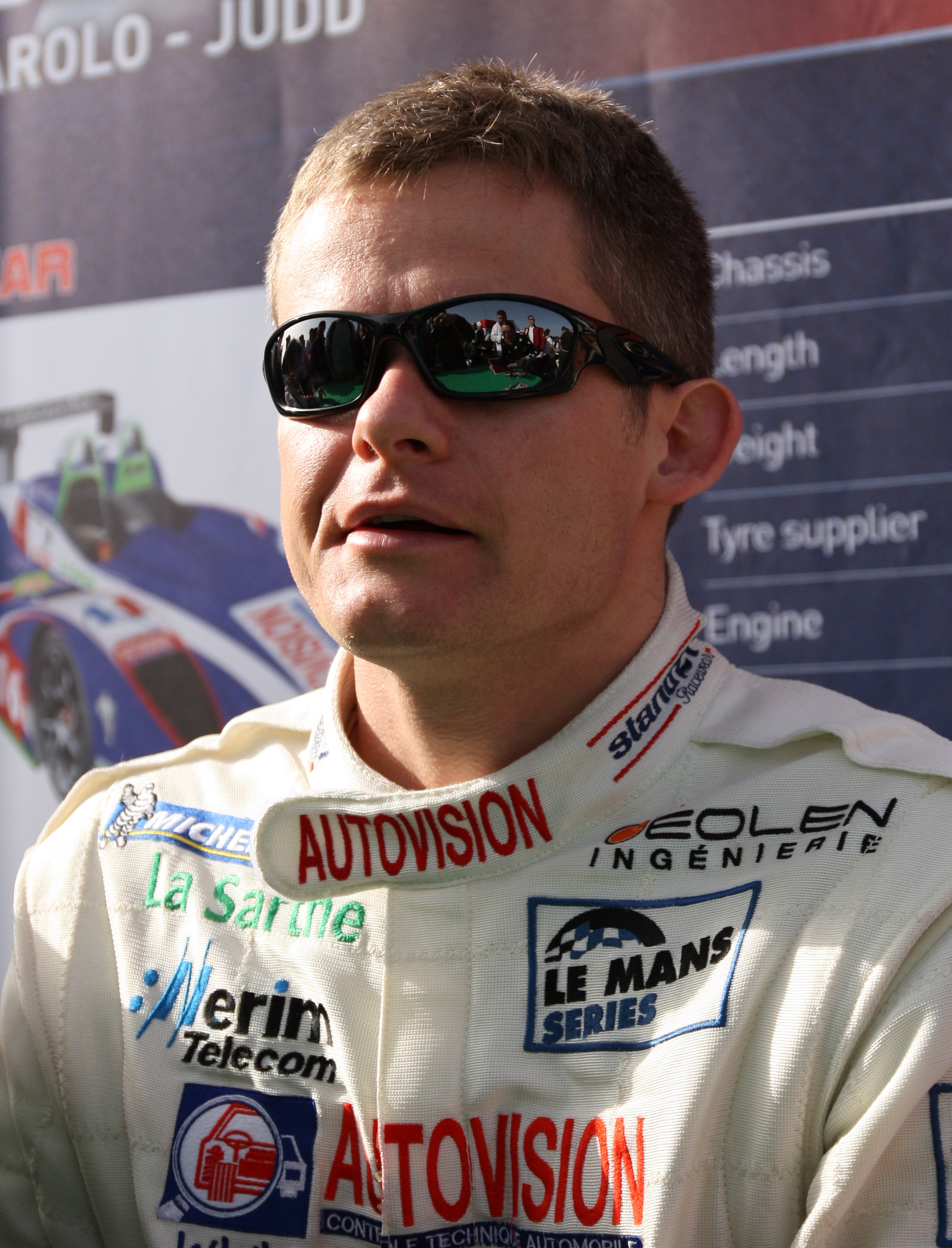
Emmanuel Collard beim 6-Stunden-Rennen von Le Castellet 2011

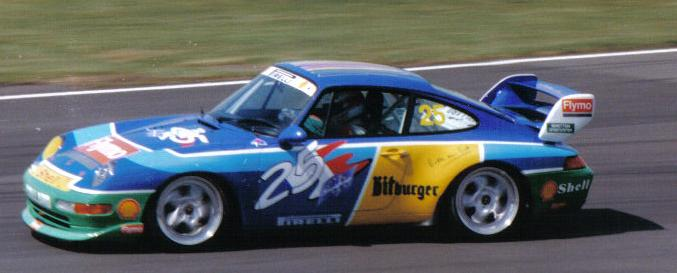
Collard 1995 im Porsche Supercup

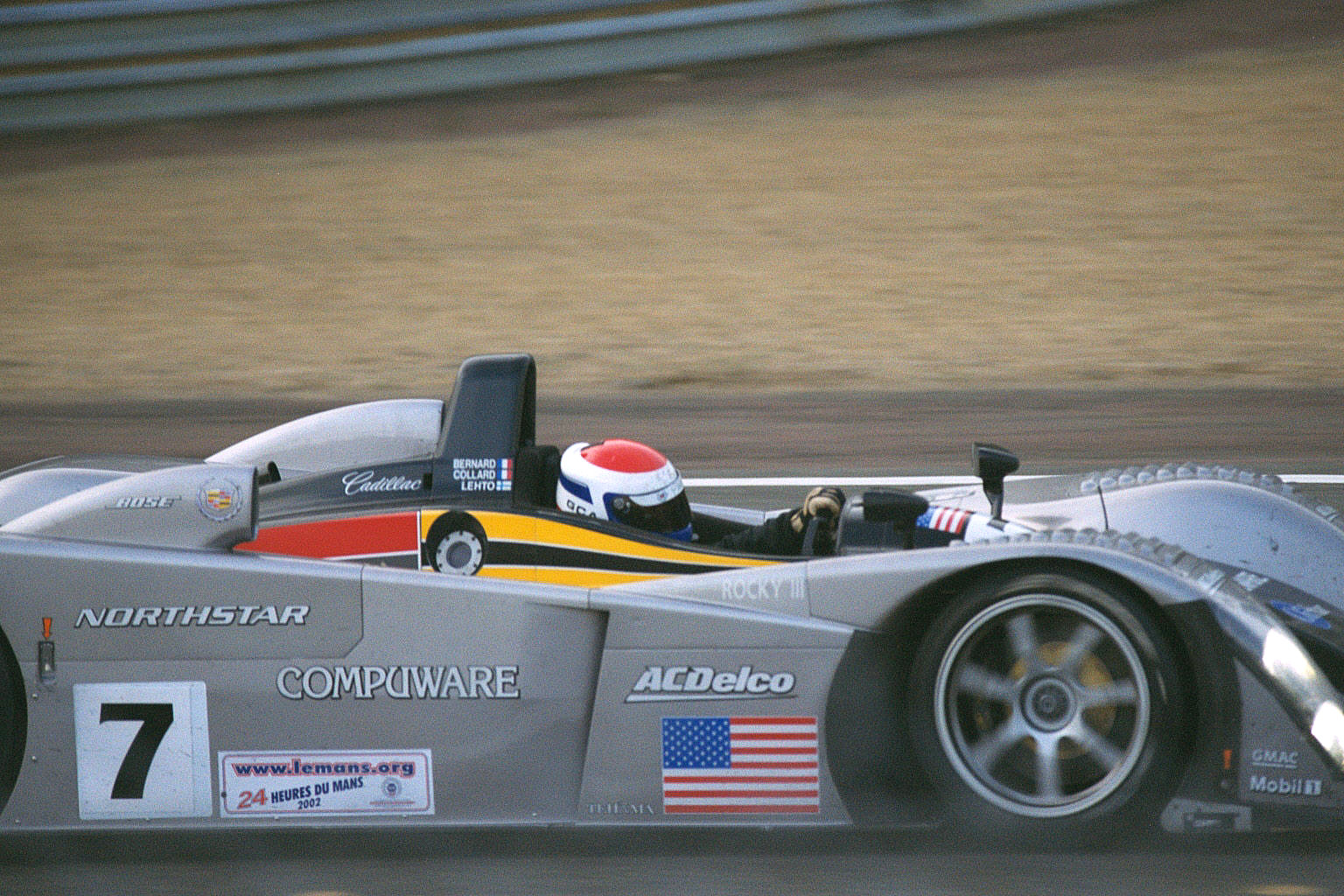
Am Steuer eines Cadillac Northstar LMP beim 24-Stunden-Rennen von Le Mans 2002

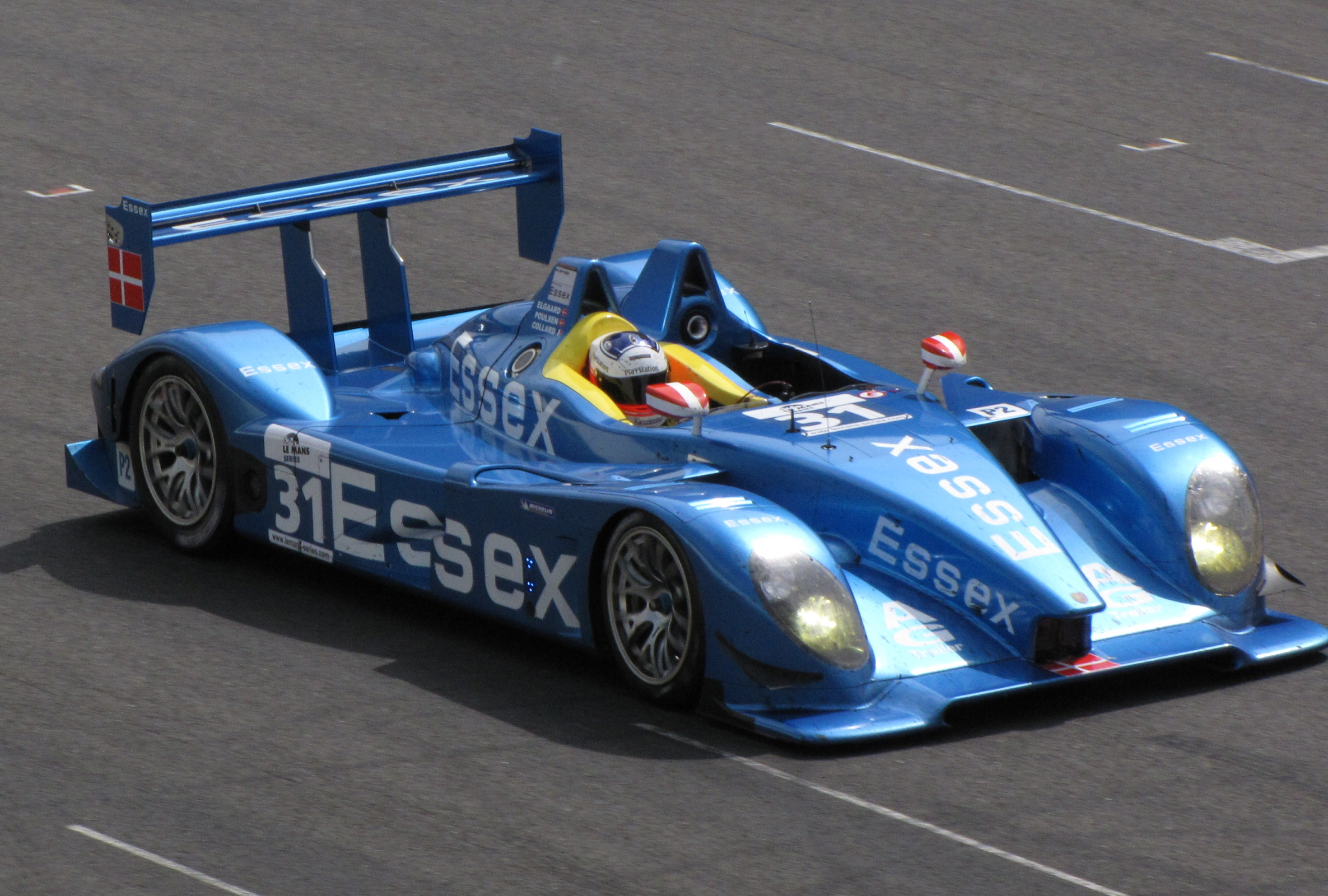
Emmanuel Collard im Porsche RS Spyder beim 1000-km-Rennen von Spa-Francorchamps 2009

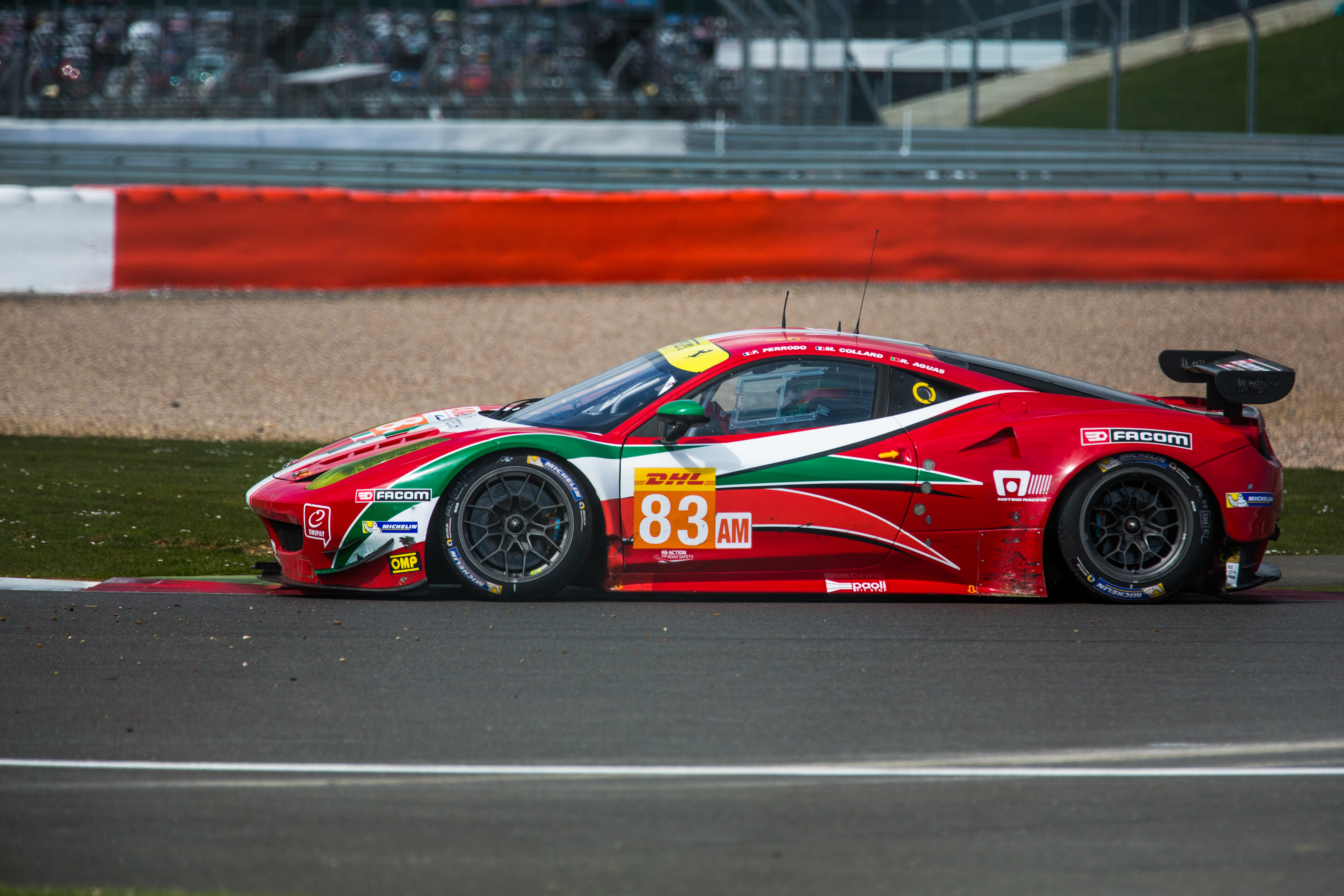
Der von Emmanuel Collard beim 6-Stunden-Rennen von Silverstone 2015 gefahrene Ferrari 458 Italia GT2

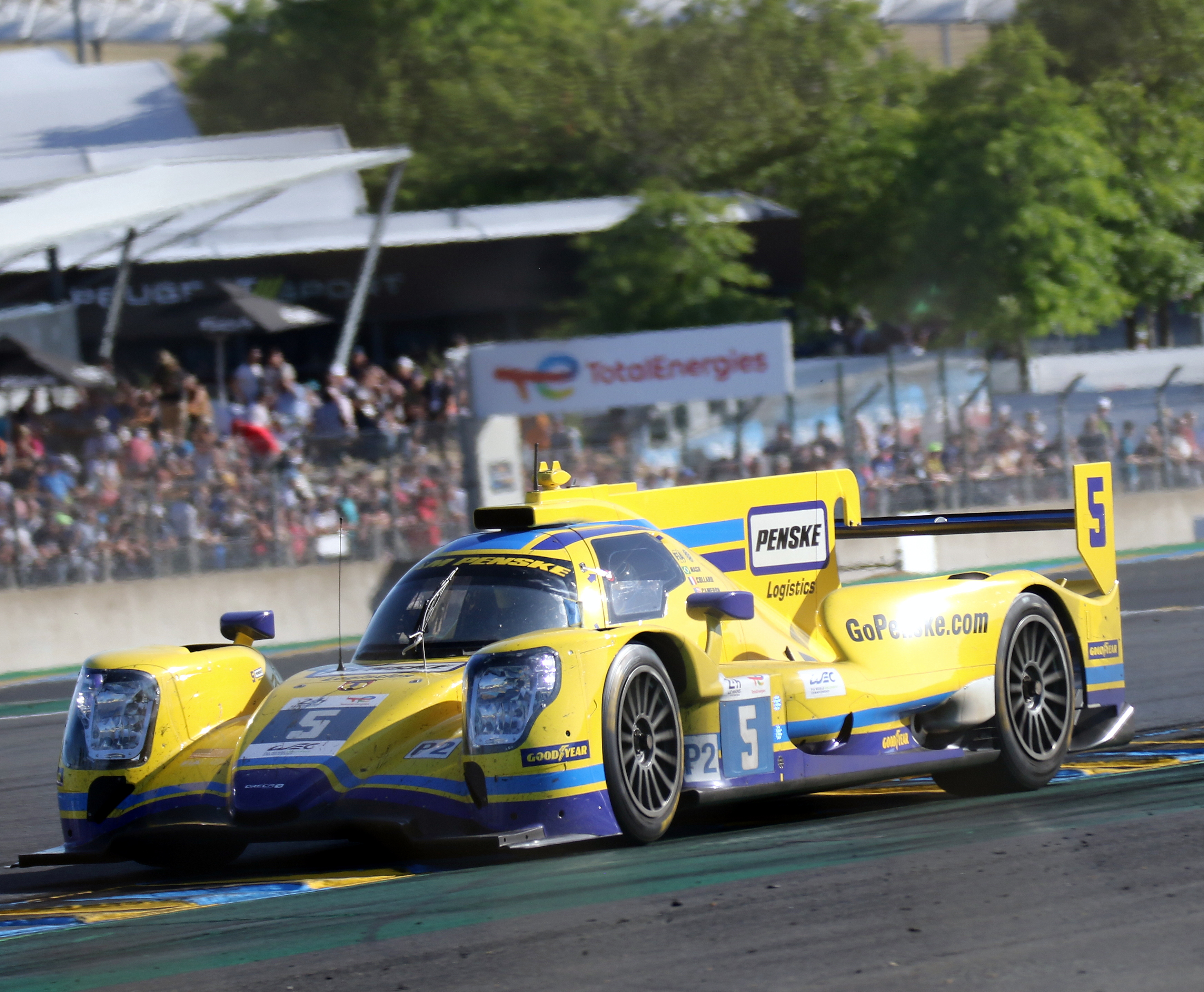
Der von Emmanuel Collard beim 24-Stunden-Rennen von Le Mans 2022 gefahrene Oreca 07

Emmanuel Collard (* 3. April 1971 in Arpajon) ist ein französischer Automobilrennfahrer.

## Karriere

### Anfänge im Motorsport
Collard begann seine Motorsportkarriere 1982 mit dem Kartsport. Nachdem er bis 1988 diverse Kart-Meisterschaften (1988 Kart-Weltmeister in der Formel Super 100) gewonnen hatte, wechselte er 1989 in die Französische Formel Renault. Auf Anhieb wurde er Vizemeister und in der folgenden Saison gelang ihm der Meisterschaftssieg. Daraufhin wechselte er über die Französische Formel-3-Meisterschaft 1992 in die Internationale Formel-3000-Meisterschaft, wo er allerdings weniger erfolgreich war. 1994 stieg Collard auf den Sportwagen um und ging im Porsche Supercup an den Start. Von Anfang an kämpfte er um die Meisterschaft, die er 1996 schließlich gewann.

### Engagement in der Formel 1
Collard versuchte mehrmals, in der Formel 1 Fuß zu fassen, kam aber nie über die Rolle als Testfahrer hinaus. Als bis dahin jüngster Rennfahrer, der jemals einen Formel-1-Boliden bewegte, wurde er 1990 Testfahrer beim Formel-1-Team Ligier, wo er bis 1991 blieb. 1995 erhielt er bei Benetton erneut einen Platz als Testfahrer. Als Collard 1996 nun für Tyrrell testete, hatte er große Aussichten auf ein Renndebüt, doch musste der britische Rennstall mangels Budget auf seine Verpflichtung verzichten. Teamchef Ken Tyrrell zeigte sich enttäuscht, dass ein solch talentierter Pilot nicht ausreichend finanzielle Unterstützung durch Sponsoren erhielt. Anfang 1997 kursierte der Name Collard erneut im Formel-1-Fahrerlager. Dieses Mal war er als Ersatz für den enttäuschenden Shinji Nakano bei Prost im Gespräch. Doch da Mugen-Honda nicht auf seinen Fahrer verzichten wollte, musste Prost seine Pläne aufgeben. Als sich Olivier Panis beim Großen Preis von Kanada verletzte, machte sich Collard Hoffnungen auf sein Renndebüt. Überraschend wählte jedoch Teamchef Alain Prost unter Druck von Flavio Briatore dessen Piloten Jarno Trulli als Ersatz für Panis. Ohne Aussichten auf Renneinsätze verbrachte Collard 1998 bei Arrows noch ein weiteres Jahr als Testfahrer in der Formel 1.

### BPR Global GT Series und FIA-GT-Meisterschaft
Im Werksteam von Porsche durfte Collard beim Saisonabschluss der BPR Global GT Series in Zhuhai an das Steuer des neuen Porsche 911 GT1 und gewann zusammen mit Ralf Kelleners das Rennen. In der FIA-GT-Meisterschaft genannten Nachfolgeserie pilotierte Collard 1997 mit wechselnden Teamkollegen einen Porsche 911 GT1 von JB Racing, blieb aber ohne Erfolg. Nach einem einzelnen Einsatz bei Roock Racing 1998 steuerte er 2002 bei zwei Rennen einen Porsche 996 GT3-RS von Freisinger Motorsport. Mit Stéphane Ortelli siegte er zunächst in Anderstorp und erzielte kurze Zeit später einen noch größeren Erfolg, als er mit Romain Dumas und Ortelli den dritten Gesamtplatz sowie den Klassensieg beim 24-Stunden-Rennen von Spa-Francorchamps einfuhr. 2003 bestritt er eine halbe Saison bei EMKA Racing und gewann ein Rennen. In der Saison 2004 startete Collard nun wieder für Freisinger Motorsport, wo er mit drei Klassensiegen seine bisher erfolgreichste Saison hatte. Er konnte unter anderem mit Ortelli und Dumas erneut in Spa-Francorchamps feiern und erreichte schließlich Platz zwei in der Fahrerwertung der Klasse N-GT. Bei GruppeM Racing gewann Collard 2005 zwei Rennen, und in der folgenden Saison holte er sich für einen Sieg für Ebimotors. In der Saison 2007 gelang ihm mit Marc Lieb und Matteo Malucelli bei BMS Scuderia Italia sein dritter Sieg beim Saisonhöhepunkt der FIA-GT-Meisterschaft. 2008 wechselte Collard an die Seite von Richard Westbrook bei Prospeed Competition. Die erste Saison in seinem neuen Team verlief zunächst weniger erfolgreich und er konnte mit Westbrook nur einen Sieg einfahren. Mit drei Rennsiegen kämpfte Collard 2009 bis zuletzt um den Titel. Allerdings ordnete Porsche beim letzten Lauf in Zolder an, Collard in das Auto von Brixia Racing zu setzen, um die Gewinnwahrscheinlichkeit eines Porsche-Piloten zu erhöhen. Während Westbrook das Rennen gewann und sich die Meisterschaft sicherte, wurde Collard nur Sechster und musste sich ohne den Titel zufriedengeben, obwohl er mit seinem Teamkollegen Westbrook bis dahin die gesamte Saison gemeinsam bestritt.

### American Le Mans Series
2000 gab Collard für DAMS sein Debüt in der American Le Mans Series. Dort fuhr er mit Éric Bernard einen Cadillac Northstar LMP, allerdings ohne große Erfolge. Im folgenden Jahr begann er seine Saison bei Alex Job Racing und erzielte mit Lucas Luhr und Sascha Maassen im Porsche 996 GT3-RS den Klassensieg beim 12-Stunden-Rennen von Sebring. Später teilte er sich mit Christophe Tinseau wieder ein Cockpit im Cadillac, in dem er gegen die überlegenen Audi R8 und Panoz LMP-1 aber chancenlos war. Bis zum Rückzug von Cadillac aus der ALMS bestritt Collard 2002 mit Bernard noch eine weitere Saison, kam aber nicht über einen vierten Platz beim Petit Le Mans heraus. Seit 2006 hat Collard wieder einzelne Einsätze der ALMS. Er unterstützt die Stammpiloten von Penske Racing im Porsche RS Spyder bei den beiden Saisonhöhepunkten. 2006 konnte Collard beim Petit Le Mans mit Timo Bernhard und Maassen den Klassensieg feiern. In Sebring gelang Collard 2008 einer der größten Erfolge seiner Karriere, als er mit Romain Dumas und Bernhard den Gesamtsieg einfuhr und dabei die deutlich stärkeren Audi R10 TDI schlagen konnte.

### Le Mans Series
In der neugegründeten Le Mans Series begann Collard die Saison 2004 mit einem Einsatz bei Pescarolo Sport. Die restliche Saison verbrachte er bei Freisinger Motorsport und erzielte beim 1000-km-Rennen von Spa-Francorchamps mit Ortelli den Klassensieg in der Kategorie GT. Ab 2005 bestritt Collard eine volle Saison für Pescarolo. Er gewann mit seinem Teamkollegen Jean-Christophe Boullion zwei Rennen, was zum Meisterschaftssieg reichte. 2006 dominierten Collard und Boullion die Meisterschaft nach Belieben und entschieden alle fünf Rennen für sich. So gelang ihnen mit deutlichem Vorsprung die Titelverteidigung. 2007 musste sich das Team allerdings dem Peugeot-Werksteam geschlagen geben, welches mit dem Peugeot 908 HDi FAP jedes Rennen gewann. Auch 2008 waren Collard und Boullion chancenlos, da nun neben den Peugeot auch die Audi R10 TDI von Joest Racing an der Serie teilnahmen. Im Porsche RS Spyder startete Collard 2009 im Rahmen des Vorbereitungsprogramms für das 24-Stunden-Rennen von Le Mans bei den 1000 Kilometern von Spa. Casper Elgaard, Kristian Poulsen und Collard beendeten das Rennen als Sieger der Kategorie LMP2.

### 24-Stunden-Rennen von Le Mans
1995 nahm Collard erstmals am 24-Stunden-Rennen von Le Mans teil; die Zielankunft blieb ihm allerdings verwehrt. Doch schon im folgenden Jahr erreichte er das Ziel und beendete das Rennen auf Platz sieben. 1997 trat er im Werksteam von Porsche mit einem 911 GT1 an, in dem er sich das Cockpit mit Yannick Dalmas und Ralf Kelleners teilte. In Führung liegend ereignete sich am Vormittag jedoch ein Feuer im Cockpit, wodurch das Team zur Aufgabe gezwungen wurde. Ab 1998 ging Collard für Toyota im GT-One an den Start. Martin Brundle und Éric Hélary lagen im Debütjahr in aussichtsreicher Position, aber nach 14 Stunden fiel das Team durch einen Unfall aus. Im folgenden Jahr gingen Collard, Brundle und Vincenzo Sospiri von der Pole-Position aus ins Rennen und schieden nach 90 Runden durch einen Reifenschaden aus. Ab 2000 ging Collard für DAMS im Cadillac Northstar LMP an den Start. Allerdings war der Wagen noch nicht ausgereift, sodass Collard mit Éric Bernard und Franck Montagny lediglich den 19. Platz erreichte. Im folgenden Jahr musste der Cadillac von Marc Goossens, Bernard und Collard wegen eines Unfalls schon nach wenigen Stunden aus dem Rennen genommen werden. Als das Fahrzeug 2002 etwas konkurrenzfähiger war, verbesserte sich das Team JJ Lehto, Bernard und Collard auf Platz zwölf. 2003 hatte Collard eine einzelne Teilnahme bei den 24 Stunden von Le Mans für Alex Job Racing. Sascha Maassen, Lucas Luhr und Collard lagen gegen Rennende im Porsche 996 GT3-RS auf Platz 14 und konnten den Klassensieg in der Kategorie GT feiern.
Von 2004 bis 2008 startete Collard ausschließlich für Pescarolo Sport. Bei seiner ersten Le-Mans-Teilnahme für Pescarolo fielen Collard und seine Teamkollegen Sébastien Bourdais, Nicolas Minassian allerdings aus. 2005 waren Érik Comas, Jean-Christophe Boullion und Collard nahe am Sieg, als sie nur zwei Runden weniger als der siegreiche Audi R8 zurücklegten und damit Zweite wurden. Ein Jahr später wurden Collard, Minassian und Comas mit 28 Runden Rückstand Fünfte. 2007 erreichte Collard wieder das Podium, als er das Rennen mit Romain Dumas und Boullion auf Platz drei beendete. Dasselbe Team startete auch wieder im Jahr 2008, fiel aber nach 238 Runden aus. Nach dem Sieg bei den 1000 Kilometern von Spa trat Collard 2009 in Le Mans mit Casper Elgaard und Kristian Poulsen an. Als schnellster LMP2-Pilot qualifizierte Collard den nun grün-weiß lackierten Porsche RS Spyder auf Platz 20. Das Fahrertrio beendete das Rennen auf Gesamtrang zehn und siegte in der Kategorie LMP2.
Beim Rennen 2017, wo er einen schweren Unfall unverletzt überlebte, hatte er seinen 23. Rennstart in Le Mans.

### Nürburgring-Langstrecke
2003 fuhr Collard erstmals auf der Nordschleife des Nürburgrings. Mit Lucas Luhr und Timo Bernhard wurde er 2003 im Team Manthey Racing Dritter beim 24-Stunden-Rennen. 2005 bestritt er zum zweiten Mal für Manthey Racing dieses 24-Stunden-Rennen. Mit seinen Teamkollegen Marcel Tiemann, Lucas Luhr und Marcel Tiemann lag Collard lange Zeit in Führung, bis am Morgen ein Motorschaden das Team auf den neunten Platz zurückwarf. 2008 nahm Collard im Team HISAQ Competition mit Frank Stippler und Richard Westbrook an einem Rennen der BFGoodrich Langstreckenmeisterschaft teil, welches das Team als Zweiter beendete. Wenig später startete er für dasselbe Team beim 24-Stunden-Rennen. Das Quartett Marino Franchitti, Stippler, Westbrook und Collard lag längere Zeit in Führung, bis ein Getriebeschaden das Fahrzeug in der Nacht aus dem Rennen warf. Zurück bei Manthey Racing steuerte Collard Anfang der Saison 2009 einen Porsche 997 GT3 Cup S der Gruppe GT3 bei zwei Rennen der Langstreckenmeisterschaft. In diesem Fahrzeug trat Collard mit Wolf Henzler, Richard Lietz und Dirk Werner im selben Jahr auch beim 24-Stunden-Rennen an, wo das Team den dritten Platz einfuhr und sich auf dem Podium platzieren konnte. Beim letzten Lauf der Langstreckenmeisterschaft teilte sich Collard mit Marcel Tiemann das Cockpit des Porsche 997 GT3-RSR von Manthey und erzielte damit den zweiten Platz.

### Andere Rennen und Rennserien
1998 siegte Collard beim damals noch im Rahmen der IMSA-GT-Meisterschaft ausgetragenen Petit Le Mans. Mit seinen Teamkollegen Eric van de Poele und Wayne Taylor lag er am Ende des Rennens im Ferrari 333 SP knapp in Führung. 1998 und 1999 gewann er mit Vincenzo Sospiri ebenfalls im Ferrari 333 SP die FIA-Sportwagen-Meisterschaft. Ein weiterer Erfolg gelang Collard 1999 beim 24-Stunden-Rennen von Spa-Francorchamps, das damals noch nicht Teil einer Rennserie war. 2005 gewann Collard mit Max Angelelli und Taylor das 24-Stunden-Rennen von Daytona. 2009 startete er erneut in Daytona und erreichte den zweiten Platz in der Klasse GT.

## Erfolge
- 1988: Kart-Weltmeister der Formel A
- 1990: Französischer Formel-Renault-Meister
- 1996: Meister des Porsche Supercups
- 1998: Sieger des Petit Le Mans
- 1998: Meister der FIA-Sportwagen-Meisterschaft
- 1999: Meister der FIA-Sportwagen-Meisterschaft
- 1999: Sieger des 24-Stunden-Rennens von Spa-Francorchamps
- 2002: 3. Platz beim 24-Stunden-Rennen von Spa-Francorchamps (Klassensieg)
- 2003: 3. Platz beim 24-Stunden-Rennen auf dem Nürburgring
- 2004: 3. Platz beim 24-Stunden-Rennen von Spa-Francorchamps (Klassensieg)
- 2005: Sieger des 24-Stunden-Rennens von Daytona
- 2005: 2. Platz beim 24-Stunden-Rennen von Le Mans
- 2005: Meister der Le Mans Series
- 2006: Meister der Le Mans Series
- 2007: 3. Platz beim 24-Stunden-Rennen von Le Mans
- 2008: Sieger des 12-Stunden-Rennens von Sebring
- 2009: 3. Platz beim 24-Stunden-Rennen auf dem Nürburgring

## Statistik

### Le-Mans-Ergebnisse
| Jahr | Team                   | Fahrzeug                  | Teamkollege              | Teamkollege        | Platzierung             | Ausfallgrund  |
| ---- | ---------------------- | ------------------------- | ------------------------ | ------------------ | ----------------------- | ------------- |
| 1995 | Larbre Compétition     | Porsche 911 GT2           | Dominique Dupuy          | Stéphane Ortelli   | Ausfall                 | Unfall        |
| 1996 | La Filière Elf         | Courage C36               | Franck Lagorce           | Henri Pescarolo    | Rang 7                  |               |
| 1997 | Porsche AG             | Porsche 911 GT1           | Yannick Dalmas           | Ralf Kelleners     | Ausfall                 | Fahrzeugbrand |
| 1998 | Toyota Motorsport GmbH | Toyota GT-One             | Martin Brundle           | Éric Hélary        | Ausfall                 | Unfall        |
| 1999 | Toyota Motorsport GmbH | Toyota GT-One             | Martin Brundle           | Vincenzo Sospiri   | Ausfall                 | Reifenschaden |
| 2000 | DAMS                   | Cadillac Northstar LMP    | Éric Bernard             | Franck Montagny    | Rang 19                 |               |
| 2001 | DAMS                   | Cadillac Northstar LMP    | Éric Bernard             | Marc Goossens      | Ausfall                 | Unfall        |
| 2002 | DAMS                   | Cadillac Northstar LMP    | Éric Bernard             | JJ Lehto           | Rang 12                 |               |
| 2003 | Alex Job Racing        | Porsche 996 GT3 RS        | Lucas Luhr               | Sascha Maassen     | Rang 14 und Klassensieg |               |
| 2004 | Pescarolo Sport        | Courage C60               | Sébastien Bourdais       | Nicolas Minassian  | Ausfall                 |               |
| 2005 | Pescarolo Sport        | Pescarolo C60             | Jean-Christophe Boullion | Érik Comas         | Rang 2                  |               |
| 2006 | Pescarolo Sport        | Pescarolo C60             | Érik Comas               | Nicolas Minassian  | Rang 5                  |               |
| 2007 | Pescarolo Sport        | Pescarolo 01              | Jean-Christophe Boullion | Romain Dumas       | Rang 3                  |               |
| 2008 | Pescarolo Sport        | Pescarolo 01              | Jean-Christophe Boullion | Romain Dumas       | Ausfall                 |               |
| 2009 | Team Essex             | Porsche RS Spyder         | Casper Elgaard           | Kristian Poulsen   | Rang 10 und Klassensieg |               |
| 2010 | Corvette Racing        | Chevrolet Corvette C6 ZR1 | Oliver Gavin             | Olivier Beretta    | Ausfall                 | Unfall        |
| 2011 | Pescarolo Team         | Pescarolo 01              | Christophe Tinseau       | Julien Jousse      | Ausfall                 | Unfall        |
| 2012 | Pescarolo Team         | Pescarolo 03              | Jean-Christophe Boullion | Stuart Hall        | Ausfall                 | Motorschaden  |
| 2013 | Prospeed Competition   | Porsche 997 GT3-RSR       | François Perrodo         | Sébastien Crubilé  | Rang 36                 |               |
| 2014 | Prospeed Competition   | Porsche 997 GT3-RSR       | François Perrodo         | Markus Palttala    | Ausfall                 | Aufhängung    |
| 2015 | AF Corse               | Ferrari 458 Italia GT2    | François Perrodo         | Rui Águas          | Rang 26                 |               |
| 2016 | AF Corse               | Ferrari 458 Italia GT2    | François Perrodo         | Rui Águas          | Rang 27                 |               |
| 2017 | TDS Racing             | Oreca 07                  | François Perrodo         | Matthieu Vaxivière | Ausfall                 | Unfall        |
| 2020 | AF Corse               | Ferrari 488 GTE Evo       | François Perrodo         | Nicklas Nielsen    | Rang 26                 |               |
| 2022 | Team Penske            | Oreca 07                  | Dane Cameron             | Felipe Nasr        | Rang 9                  |               |

### Sebring-Ergebnisse
| Jahr | Team               | Fahrzeug                | Teamkollege              | Teamkollege     | Teamkollege     | Platzierung            | Ausfallgrund     |
| ---- | ------------------ | ----------------------- | ------------------------ | --------------- | --------------- | ---------------------- | ---------------- |
| 2000 | Motorola-DAMS      | Cadillac Northstar LMP  | Éric Bernard             |                 |                 | Ausfall                | Kupplungsschaden |
| 2001 | Alex Job Racing    | Porsche 911 GT3-RS      | Lucas Luhr               | Sascha Maassen  |                 | Rang 8 und Klassensieg |                  |
| 2002 | Team Cadillac      | Cadillac Northstar LMP  | Éric Bernard             | JJ Lehto        |                 | Ausfall                | Elektrik         |
| 2006 | Penske Motorsports | Porsche RS Spyder       | Lucas Luhr               | Sascha Maassen  |                 | Ausfall                | Defekt           |
| 2007 | Penske Racing      | Porsche RS Spyder       | Ryan Briscoe             | Sascha Maassen  |                 | Rang 21                |                  |
| 2008 | Penske Racing      | Porsche RS Spyder       | Timo Bernhard            | Romain Dumas    |                 | Gesamtsieg             |                  |
| 2010 | Corvette Racing    | Chevrolet Corvette C6.R | Oliver Gavin             | Olivier Beretta |                 | Rang 16                |                  |
| 2012 | Pescarolo Sport    | OAK Pescarolo 01        | Jean-Christophe Boullion | Julien Jousse   |                 | Rang 6                 |                  |
| 2017 | Ebimotors          | Lamborghini Huracán GT3 | Emanuele Busnelli        | Fabio Babini    | Michele Beretta | Rang 27                |                  |

### Einzelergebnisse in der FIA-Langstrecken-Weltmeisterschaft
| Saison  | Team                          | Rennwagen                                  | 1   | 2   | 3   | 4   | 5   | 6   | 7   | 8   | 9   |
| ------- | ----------------------------- | ------------------------------------------ | --- | --- | --- | --- | --- | --- | --- | --- | --- |
| 2012    | Pescarolo Team                | OAK Pescarolo 01 Pescarolo 03              | SEB | SPA | LEM | SIL | SAO | BAH | FUJ | SHA |     |
| 2012    | Pescarolo Team                | OAK Pescarolo 01 Pescarolo 03              | 6   |     | DNF |     |     |     |     |     |     |
| 2013    | Prospeed Competition AF Corse | Porsche 997 GT3-RSR Ferrari 458 Italia GT2 | SIL | SPA | LEM | SAO | AUS | FUJ | SHA | BAH |     |
| 2013    | Prospeed Competition AF Corse | Porsche 997 GT3-RSR Ferrari 458 Italia GT2 |     |     | 36  |     |     |     |     | 16  |     |
| 2014    | Prospeed Competition          | Porsche 997 GT3-RSR Porsche 911 RSR        | SIL | SPA | LEM | AUS | FUJ | SHA | BAH | SAO |     |
| 2014    | Prospeed Competition          | Porsche 997 GT3-RSR Porsche 911 RSR        | DNF | 25  | DNF | 27  | 19  | 23  | 25  | 17  |     |
| 2015    | AF Corse                      | Ferrari 458 Italia GT2                     | SIL | SPA | LEM | NÜR | AUS | FUJ | SHA | BAH |     |
| 2015    | AF Corse                      | Ferrari 458 Italia GT2                     | 17  | 25  | 26  | 25  | 23  | 24  | 21  | 29  |     |
| 2016    | AF Corse                      | Ferrari 458 Italia GT2                     | SIL | SPA | LEM | NÜR | MEX | AUS | FUJ | SHA | BAH |
| 2016    | AF Corse                      | Ferrari 458 Italia GT2                     | 22  | 20  | 27  | 25  | 23  | 28  | 25  | 25  | 28  |
| 2017    | TDS Racing                    | Oreca 07                                   | SIL | SPA | LEM | NÜR | MEX | AUS | FUJ | SHA | BAH |
| 2017    | TDS Racing                    | Oreca 07                                   | 6   | 15  | DNF | 12  | 11  | 11  | 8   | 10  | 13  |
| 2019/20 | AF Corse                      | Ferrari 488 GTE                            | SIL | FUJ | SHA | BAH | AUS | SPA | LEM | BAH |     |
| 2019/20 | AF Corse                      | Ferrari 488 GTE                            | 18  | 20  | 22  | 22  | 23  | 15  | 26  | 14  |     |
| 2022    | Team Penske                   | Oreca 07                                   | SEB | SPA | LEM | MON | FUJ | BAH |     |     |     |
| 2022    | Team Penske                   | Oreca 07                                   | 11  | 6   | 9   |     |     |     |     |     |     |